# 不良華族事件

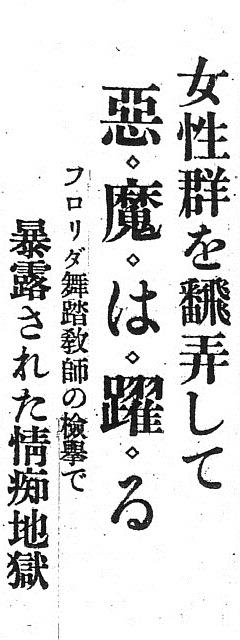
不良華族事件の第一報を報じた東京朝日新聞（1933年11月15日付）

不良華族事件（ふりょうかぞくじけん）は、1933年（昭和8年）に発覚した華族の恋愛・不倫事件。ダンスホール事件とも呼ばれる。これは上流社会に属する女性らが関わる性的なスキャンダルとして主要新聞に報じられ、登場人物には伯爵夫人や大病院の院長夫人なども含まれていたことで当時広く世間の耳目を集めた。

## 事件の発端
この事件は1933年（昭和8年）11月13日に赤坂溜池町で開業していた東京屈指の豪華な内装を誇るフロリダダンスホールの主任舞踏教師・小島幸吉が警視庁に検挙されたことに始まる。東京朝日新聞（現在の朝日新聞東京本社）は同年11月15日付の朝刊でこの事件を報じた。
朝刊が報じるところによると、小島は「日本一の好男子」と自称して女優やダンサー、良家の娘、有閑マダムなど多くの女性と関係を持っていたといい、新聞記事の中で小島は「色魔」とまで呼ばれている。当時は姦通罪が存在した時代であり、小島の行為は検挙の対象となり得たのである。
警視庁の取り調べの中で小島は、自分に女性客を紹介したのは歌人の伯爵吉井勇の妻・徳子であることを自供した。徳子は愛人であった小島の愛情と関心を繋ぎ止めるために、友人の有閑マダムを次々と姦通相手として彼に斡旋していた。そして事件発覚後は身を隠していたが、警視庁は徳子を捜し出し、取り調べを行った。なお、取り調べの過程で、徳子の供述により文壇や画壇名士による常習的な花札賭博、麻雀賭博も明らかにされている。
徳子は伯爵柳原義光の娘であり、義光の叔母には明治天皇の側室で大正天皇の生母である柳原愛子がいる。義光の父で愛子の兄の柳原前光は駐露公使や枢密顧問官などを歴任している。また、義光の妹に歌人の柳原白蓮がおり、1921年（大正10年）には白蓮が愛人と失踪する白蓮事件を起こしている。そのような経緯もあり、徳子が警察の取り調べを受けたことは世間の注目を集めたのである。
徳子が吉井勇と結婚したのは1921年、徳子22歳、勇36歳の時だったが、同じ伯爵家同士の結婚とはいえ、徳子の実家の柳原家は堂上華族、吉井家は新華族である。そのためか、勇は徳子とは距離を置いており、そのことが影響して徳子は遊び癖がついてしまう。それ以外の原因として、吉井も自由奔放な遊び人であり、すでに夫婦関係は崩壊していたこともある。そして徳子が事件に関与していると分かり、世間が好奇の目で見ている時でさえ、当時の上流階級の中には徳子の素行から事件を意外には感じなかった者もいた。
徳子は警視庁の留置場に一晩留置された後、実家の柳原家に帰され、姦通罪では起訴されることはなかった。
徳子の遊び仲間としては、歌人斎藤茂吉の妻・輝子や近藤廉平男爵の七男・廉治とその妻・泰子（樺山愛輔伯爵の長女）などがおり、木戸幸一の『木戸日記』（1933年（昭和8年）11月22日）には宮内省警衛局皇宮警察部が宮内省宗秩寮総裁の木戸に対して調査報告を行った記述があり、その報告によれば徳子は1931年（昭和6年）8月中旬より近藤廉治と関係を持っていたという。斎藤輝子はこの事件の結果、夫と長期にわたって別居することになる。また、この事件に関連して小説家の久米正雄や里見弴などが、花札賭博開帳の廉で検挙されている。

## 華族に対する処分

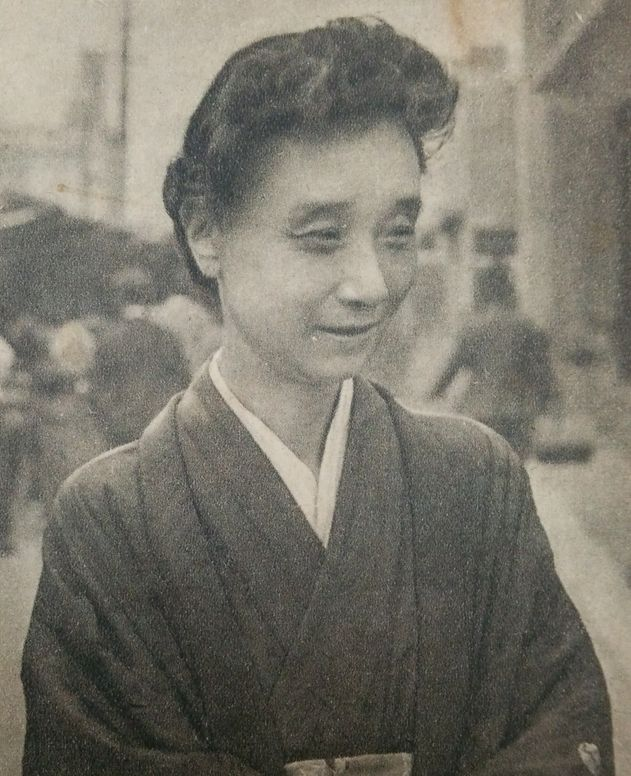
吉井徳子 1947年（昭和22年）

徳子は刑事罰を受けなかったものの、宮内省は事件に関係した華族を処分する意向で、1933年12月17日には徳子の夫の吉井勇が隠居する意向を表明している。
華族に対する処分を決める宗秩寮審議会は同年12月21日に開かれ、審議の結果、徳子に対しては「礼遇停止」、近藤廉治・泰子夫妻に対しては華族の身分を剥奪する「除族」、徳子の夫の吉井勇伯爵と近藤廉治の兄の近藤滋弥男爵に対しては監督責任を問い「訓戒」とする処分が決まった。
なお、徳子の事件が発覚する少し前、徳子の父の柳原義光伯爵が男色相手である新派の元役者・田中吉太郎に、ブローカーを通じて手切れ金2000円を要求され、柳原伯爵が田中を訴える事件が発覚している。白蓮と徳子に加えて自身にもスキャンダルが発覚したことで義光への処分も新聞では取り沙汰されていたが、審議会では処分の対象として議論にすらならなかった。新聞記者たちは義光の自宅にまで押しかけて進退を追及したが、義光は隠居も爵位返上もしなかった。皇室に近い柳原家への「配慮」が働いた結果、果断な処分に期待した国民を一層失望させることとなった。
この事件後、徳子は勇と別居し、離婚した。勇は後に別の女性と京都で生活することになる。叔母の白蓮は、事件発覚前に徳子にダンスホールに行くのをやめるよう説教し、子供のためにも離婚に及ばないよう世話をしていたが、騒ぎとなって新聞取材を受け、「姪がこのような問題を起こし、叔母として恥じる次第です。」と頭を下げている。徳子の所業を擁護こそしなかったものの、柳原家で四面楚歌であった徳子の唯一の味方であった。